# Simulium adventicium
Simulium adventicium är en tvåvingeart som beskrevs av Datta 1985. Simulium adventicium ingår i släktet Simulium och familjen knott. Inga underarter finns listade i Catalogue of Life.